# Франческо Біні
Франческо Біні (італ. Francesco Bini, нар. 2 січня 1989, Емполі) — італійський футболіст, захисник клубу «Нібб'яно Вальтідоне».

## Клубна кар'єра
У дорослому футболі дебютував 2006 року виступами за команду «П'яченца», в якій провів чотири сезони, взявши участь у 36 матчах чемпіонату. Згодом виступав на правах оренди за «Кремонезе» та «Реджину», а також зіграв ще кілька ігор за рідну команду.
У вересні 2012 року підписав контракт з «Тревізо», після чого грав за інші нижчолігові команди «Мантова» і «Про П'яченца». 2017 року він повернувся до «П'яченци». Протягом сезону він зіграв 21 матч і забив один гол у Серії С за рідний клуб, після чого влітку 2018 року його контракт з «П'яченцею» закінчився, і він став вільним агентом. Незабаром після цього став гравцем «Гоццано», який нещодавно вийшов до Серії С. 23 грудня в домашньому матчі проти «Ареццо» (0:1) він розірвав передню хрестоподібну зв'язку, передчасно завершивши свій сезон, і незабаром покинув клуб.
Надалі грав за італійські аматорські команди Серії D «Вігор Карпането», «Фольгоре Каратезе», «Леньяно», «Франчіакорта» та «Про Палаццоло», а 2024 року приєднався до складу клубу «Нібб'яно Вальтідоне» з Еччеленци. Станом на 11 травня 2025 року відіграв за цей клуб 18 матчів в національному чемпіонаті.

## Виступи за збірну
2009 року дебютував у складі юнацької збірної Італії (U-20), з якою став срібним призером домашніх Середземноморських ігор. Пізніше зіграв з командою і на молодіжному чемпіонаті світу 2009 року в Єгипті, дійшовши до чвертьфіналу. Загалом на юнацькому рівні взяв участь у 12 іграх.

## Статистика виступів

### Статистика клубних виступів
| Сезон                    | Команда                  | Чемпіонат                | Чемпіонат | Чемпіонат | Національний кубок | Національний кубок | Національний кубок | Континентальні кубки | Континентальні кубки | Континентальні кубки | Усього | Усього |
| Сезон                    | Команда                  | Ліга                     | Ігор      | Голів     | Ліга               | Ігор               | Голів              | Ліга                 | Ігор                 | Голів                | Ігор   | Голів  |
| ------------------------ | ------------------------ | ------------------------ | --------- | --------- | ------------------ | ------------------ | ------------------ | -------------------- | -------------------- | -------------------- | ------ | ------ |
| 2006–07                  | «П'яченца»               | B                        | 0         | 0         | КІ                 | 0                  | 0                  | -                    | -                    | -                    | 0      | 0      |
| 2007–08                  | «П'яченца»               | B                        | 5         | 0         | КІ                 | 0                  | 0                  | -                    | -                    | -                    | 5      | 0      |
| 2008–09                  | «П'яченца»               | B                        | 7         | 0         | КІ                 | 0                  | 0                  | -                    | -                    | -                    | 7      | 0      |
| 2009–10                  | «П'яченца»               | B                        | 17        | 0         | КІ                 | 1                  | 0                  | -                    | -                    | -                    | 18     | 0      |
| 2010-січ. 2011           | «П'яченца»               | B                        | 7         | 0         | КІ                 | 2                  | 0                  | -                    | -                    | -                    | 9      | 0      |
| січ.-черв.2011           | «Кремонезе»              | 1D                       | 7         | 0         | -                  | -                  | -                  | -                    | -                    | -                    | 7      | 0      |
| серп. 2011               | «П'яченца»               | 1D                       | 0         | 0         | КІ                 | 1                  | 0                  | -                    | -                    | -                    | 1      | 0      |
| 2011–12                  | «Реджина»                | B                        | 0         | 0         | КІ                 | 0                  | 0                  | -                    | -                    | -                    | 0      | 0      |
| січ.-черв. 2012          | «П'яченца»               | ПД                       | 7+2       | 0         | КІ+КІ-ЛП           | 0+2                | 0                  | -                    | -                    | -                    | 9+2    | 0      |
| 2012-січ. 2013           | «Тревізо»                | ПД                       | 10        | 0         | КІ-ЛП              | 1                  | 0                  | -                    | -                    | -                    | 11     | 0      |
| січ.-черв. 2013          | «Мантова»                | СД                       | 9         | 2         | КІ-ЛП              | 0                  | 0                  | -                    | -                    | -                    | 9      | 2      |
| 2013–14                  | «Мантова»                | СД                       | 27        | 2         | КІ-ЛП              | 1                  | 0                  | -                    | -                    | -                    | 28     | 2      |
| Усього за «Мантову»      | Усього за «Мантову»      | Усього за «Мантову»      | 36        | 4         |                    | 1                  | 0                  |                      | -                    | -                    | 37     | 4      |
| 2014–15                  | «Про П'яченца»           | ЛП                       | 35+2      | 3         | КІ-ЛП              | 2                  | 0                  | -                    | -                    | -                    | 39     | 3      |
| 2015–16                  | «Про П'яченца»           | ЛП                       | 28+2      | 2         | КІ-ЛП              | 3                  | 1                  | -                    | -                    | -                    | 33     | 3      |
| 2016–17                  | «Про П'яченца»           | ЛП                       | 35        | 1         | КІ-ЛП              | 3                  | 1                  | -                    | -                    | -                    | 38     | 2      |
| Усього за «Про П'яченца» | Усього за «Про П'яченца» | Усього за «Про П'яченца» | 98+4      | 6         |                    | 8                  | 2                  |                      | -                    | -                    | 110    | 8      |
| 2017–18                  | «П'яченца»               | C                        | 21+4      | 1+1       | КІ+КІ-C            | 2+1                | 1+0                | -                    | -                    | -                    | 28     | 3      |
| Усього за «П'яченцу»     | Усього за «П'яченцу»     | Усього за «П'яченцу»     | 64+6      | 1+1       |                    | 9                  | 1                  |                      | -                    | -                    | 79     | 3      |
| 2018–19                  | «Гоццано»                | C                        | 18        | 0         | КІ-C               | 3                  | 0                  | -                    | -                    | -                    | 21     | 0      |
| 2019–20                  | «Вігор Карпането»        | D                        | 18        | 5         | КІ-D               | 0                  | 0                  | -                    | -                    | -                    | 18     | 5      |
| 2020–21                  | «Фольгоре Каратезе»      | D                        | 29        | 0         | -                  | -                  | -                  | -                    | -                    | -                    | 29     | 0      |
| 2021–22                  | «Леньяно»                | D                        | 31+2      | 1         | КІ-D               | 1                  | 0                  | -                    | -                    | -                    | 34     | 1      |
| 2022–23                  | «Франчіакорта»           | D                        | 32        | 5         | КІ-D               | 1                  | 0                  | -                    | -                    | -                    | 33     | 5      |
| 2023–24                  | «Про Палаццоло»          | D                        | 23        | 0         | КІ-D               | 4                  | 0                  | -                    | -                    | -                    | 27     | 0      |
| 2024–25                  | «Нібб'яно Вальтідоне»    | Е                        | 18+1      | 3         | КІ-Е               | 4                  | 0                  | -                    | -                    | -                    | 23     | 3      |
| Усього за кар'єру        | Усього за кар'єру        | Усього за кар'єру        | 397       | 26        |                    | 32                 | 3                  |                      | -                    | -                    | 429    | 29     |